# Burlington (Wisconsin)
Burlington é uma cidade localizada no estado norte-americano de Wisconsin, no Condado de Racine e Condado de Walworth.

## Demografia
Segundo o censo norte-americano de 2000, a sua população era de 9936 habitantes. 
Em 2006, foi estimada uma população de 10.524, um aumento de 588 (5.9%).

## Geografia
De acordo com o United States Census Bureau tem uma área de 
15,9 km², dos quais 15,4 km² cobertos por terra e 0,5 km² cobertos por água. Burlington localiza-se a aproximadamente 234 m acima do nível do mar.

## Localidades na vizinhança
O diagrama seguinte representa as localidades num raio de 12 km ao redor de Burlington. 